# Kamienica Pinkusa Brzezińskiego
Kamienica Pinkusa Brzezińskiego (także: Kamienica czynszowa Eliznera Wolfa i Majera) – kamienica z 1894 roku znajdująca się w Łodzi przy ul. Jana Kilińskiego 49. Wyburzona 5 maja 2023 roku.

## Historia

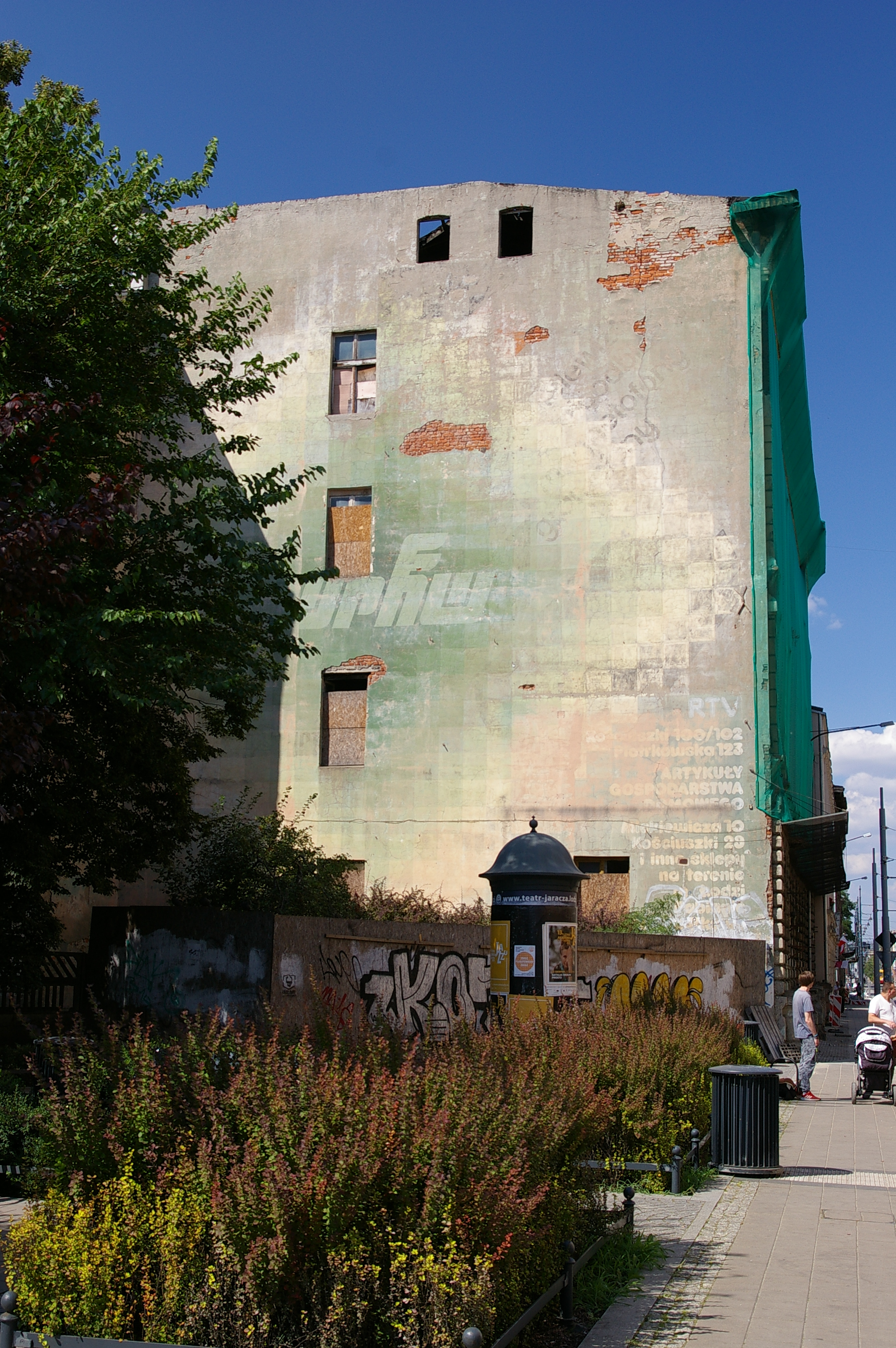
Mural projektu Andrzeja Szumigaja z 1979 r. na ścianie szczytowej kamienicy

Kamienica wraz z dwiema oficynami powstała w 1894 roku wg projektu Ignacego Markiewicza na zlecenie Pinkusa Brzezińskiego. Trzecią oficynę dobudowano w 1895 roku. Na każdym piętrze frontowego budynku pierwotnie były luksusowe mieszkania, po dwa na kondygnację. W oficynach znajdowały się zaś pomieszczenia kuchenne, łazienki oraz toalety. Kamienica w kolejnych latach kilkukrotnie zmieniała właścicieli z powodu zaciągniętej przez pierwszego właściciela pożyczki na jej budowę w Towarzystwie Kredytowym Miejskim – kolejni właściciele po Pinkusie Brzezińskim mieli problemy z jej spłaceniem. Do 1908 właścicielem budynku był m.in. Elizner Wolf, następnie po pożarze w 1908 kamienica została sprzedana na licytacji. Nowym nabywcą został Nesanel Radzyner, który podjął się spłacania długów poprzednich właścicieli. Po jego śmierci w 1920 roku budynek został przekazany w spadku jego dzieciom: Dawidowi, Aronowi, Abramowi i Majlechowi Radzynerom oraz Chanie Fastag.
Od 1920 roku w parterze kamienicy znajdowały się sklepy, w parterach oficyn zaś – piekarnia, rozlewnia win owocowych oraz przychodnia dla gruźlików. Wyższe kondygnacje nadal pełniły funkcje mieszkalne. W roku 1928 inspekcja budowlana ze względu na stopień zniszczenia budynku wezwała Abrama Radzynera do jego naprawy – urzędnicy wskazali na konieczność naprawy balkonów, remontu elewacji oraz oficyn. Rodzeństwo zarządzało budynkiem do 1939 roku.

### Po 1945
W 1946 po gruntownym remoncie w kamienicy Pinkusa Brzezińskiego otworzono żydowską szkołę im. Icchaka Lejba Pereca. Naukę w niej podejmowały dzieci, które przeżyły II wojnę światową i nierzadko doświadczyły przeżycia gett i obozów zagłady. Jednym z uczniów szkoły był Henryk Grynberg. Z czasem placówka została przeniesiona do kamienicy przy ulicy Więckowskiego 13. W 2013 kamienicę wpisano do rejestru zabytków nieruchomych województwa łódzkiego. Pod koniec 2019 roku kamienicę przejęło miasto Łódź. W kwietniu 2021 wyprowadził się ostatni mieszkaniec posesji przy ul. Kilińskiego 49.

### Degradacja i burzenie budynku
Na terenie posesji, przez lata, woda była w sposób niewłaściwy odprowadzana do studzienki, skutkując wypłukaniem piasku z fundamentów oraz osunięciem się części budynku o około 10 cm. W 2018 kamienicę ujęto w gminnym programie rewitalizacji. Remontu jednak nie dokonano w związku z przedłużającym się przejęciem kamienicy, do którego doszło pod koniec 2019 roku. 20 maja 2021 roku doszło do katastrofy budowlanej – zawaliły się stropy w kamienicy. Powiatowy Inspektorat Nadzoru Budowlanego w Łodzi nakazał częściową rozbiórkę budynku do wysokości drugiego piętra, w związku z czym 22 maja 2021 wszczęto częściową rozbiórkę obiektu, jednocześnie zatrzymując ruch na ul. Kilińskiego. Po katastrofie Urząd Miasta Łodzi zlecił dwie inwentaryzacje budynku – techniczną – mającą na celu ocenę stanu technicznego po pracach rozbiórkowych oraz drugą – konserwatorską – mającą na celu ocenę wartościowych elementów budynku i wskazanie, które wymagają zachowania.
23 czerwca 2021 roku Wojewódzki Urząd Ochrony Zabytków w Łodzi nie wyraził zgody na usunięcie budynku z rejestru zabytków i tym samym na umożliwienie jego całkowitego wyburzenia, wskazując, że możliwość usunięcia budynku z rejestru ma minister właściwy do spraw kultury i ochrony dziedzictwa narodowego. Wydał również decyzję zobowiązującą właściciela kamienicy do zabezpieczenia budynku przed zawaleniem oraz zawalonego dachu, a także zabezpieczenia sztukaterii, stolarki i balustrad, przechowując je w odpowiednich warunkach. W momencie ogłoszenia komunikatu ruch na ul. Kilińskiego, w sąsiedztwie kamienicy Pinkusa Brzezińskiego, był wstrzymany od miesiąca. 30 czerwca 2021 Krzysztof Piątkowski wystosował interpelację nr 25064 skierowaną do Ministra Kultury, Dziedzictwa Narodowego i Sportu Piotra Glińskiego w sprawie zgody na rozbiórkę i następczą odbudowę zabytkowych kamienic na przykładzie kamienicy Pinkusa Brzezińskiego w Łodzi. Generalny Konserwator Zabytków (GKZ) – Magdalena Gawin, z upoważnienia ministra kultury uchyliła decyzję łódzkiej wojewódzkiej konserwator zabytków i zleciła ponowne rozpatrzenie sprawy, ze szczególnym uwzględnieniem stanu technicznego budynku, opisanie szczegółowo niezbędnych do przeprowadzenia prac, a także dogłębne uzasadnienie podjętej decyzji.
Łódzki Wojewódzki Konserwator Zabytków rozpatrzył sprawę ponownie, wnosząc do GKZ o wykreślenie kamienicy z rejestru zabytków, jednocześnie zawiadamiając o możliwości popełnienia przestępstwa przez prezydent Łodzi Hannę Zdanowską – według konserwatora miała ona być winną zniszczeniu kamienicy, jednocześnie WKZ powołał się na art. 110 ust. 1 ustawy o ochronie zabytków i opiece nad zabytkami: „kto będąc właścicielem lub posiadaczem zabytku nie zabezpieczy go w należyty sposób przed uszkodzeniem, zniszczeniem podlega karze aresztu, ograniczenia wolności albo grzywny”. 29 września 2021 roku GKZ podjął decyzję o wykreśleniu kamienicy z rejestru zabytków, jednocześnie umożliwiając jej rozbiórkę. Od decyzji odwołał się społeczny opiekun zabytków, artysta i konserwator zabytków – Wojciech Bednarek. Wniósł skargę na początku października 2021 roku do Wojewódzkiego Sądu Administracyjnego w Warszawie, uznając, iż sprawa decyzji o wykreśleniu budynku z rejestru zabytków została niewłaściwie rozpatrzona. Sąd oddalił skargę, w związku z czym Bednarek odwołął się do Naczelnego Sądu Administracyjnego. Ten uznał, że społecznik nie jest stroną w sprawie, oddalając jego zarzuty.
Po uprawomocnieniu wyroku Urząd Miasta Łodzi czekał na uzgodnienie przez Wojewódzkiego Konserwatora Zabytków planu wyburzenia i odbudowy kamienicy oraz na zgodę na rozbiórkę Powiatowego Inspektora Nadzoru Budowlanego. Łódzki magistrat uzyskał uzgodnienie 8 listopada 2022 roku od Wojewódzkiego Konserwatora Zabytków 7 marca 2023 Zarząd Dróg i Transportu w Łodzi podpisał umowę na wyburzenie kamienicy. Wyburzanie planowano rozpocząć 16 marca 2023. 5 maja 2023 ostatecznie rozebrano budynek.

## Architektura
Kamienica została wykonana w stylu neorenesansowym. Budynek miał pierwotnie balkony, wsparte na półkolumnach, przylegających do fasady pierwszej kondygnacji. Elementy te nie zachowały się. Pomimo znacznego stopnia degradacji oraz częściowego zniszczenia, kamienica ma wyraźnie zachowane detale architektoniczne, takie jak gzymsy, pilastry, półkolumny usytuowane pomiędzy drugą a trzecią kondygnacją, a także pseudoryzality mające boniowane narożniki. Kamienica ma trzy oficyny. Razem wszystkie budynki tworzą dziedziniec w kształcie studni. Na ścianie szczytowej kamienicy znajduje się mural z 1979 roku, utworzony przez Andrzeja Szumigaja, reklamujący Wojewódzkie Przedsiębiorstwo Handlu Wewnętrznego.